# Джеб Стюарт
Джеймс Юел Браун „Джеб“ Стюарт (на английски: James Ewell Brown „Jeb“ Stuart) е офицер от Армията на САЩ от Вирджиния и генерал от Армията на Конфедерацията по време на Американската гражданска война. Стюарт е кавалерийски офицер, известен с майсторството си в разузнаването и използването на кавалерията в подкрепа на офанзивни операции. Той става доверените очи и уши на армията на Робърт Лий и вдъхновява южняшкия дух.
Стюарт завършва Уест Пойнт през 1854 г. и служи в Тексас и Канзас с американската армия, и става ветеран на граничните конфликти с индианците и гражданската война в Канзас. Той участва в пленяването на Джон Браун в Харпърс Фери. Стюарт подава оставка, когато родният му щат Вирджиния се отцепва и служи под командването на Стоунуол Джаксън в долината Шенъндо, но след това във все по-важни кавалерийски командвания, играейки роля във всички кампании на Армията на Северна Вирджиния до смъртта си. Той си установява репутация на дързък кавалерийски командир и в два случая (по време на Полуостровната кампания и Мерилендската кампания) обикаля Съюзната Армия на Потомак, носейки слава на себе си и смущение за Севера. В битката при Чансълърсвил той се отличава като временен командир на пехотния корпус на ранения Стоунуол Джаксън.
Най-известната кампания на Стюарт – Гетисбърг, е помрачена, когато той е изненадан от съюзна кавалерийска атака в битката при Бренди Стейшън и от отделянето си от армията на Лий за продължителен период, оставяйки Лий в незнание за движенията на Съюза, и по този начин допринасяйки за поражението на конфедерацията в битката при Гетисбърг. Стюарт получава значителна критика от южняшката преса както и от писателите от Загубената кауза след войната, но историците не са единни дали деянието на Стюарт е изцяло негова грешка или комбинация от лош късмет и неопределените заповеди на Лий.
По време на кампанията Овърленд през 1864, кавалерията на съюзния генерал Филип Шеридан атакува Стюарт с офанзива, по време на която Стюарт е смъртоносно ранен в битката при Йелоу Тавърн.